# Uhřice (tvrz)
Tvrz v Uhřicích u Sedlce je areál bývalé renesanční tvrze s navazujícím hospodářským dvorem v obci Uhřice, části města Sedlec-Prčice v okrese Příbram. Areál byl v roce 1987 zapsán do státního seznamu kulturních památek.

## Historie a popis
První připomínka obce Uhřice je z roku 1388, kdy je zmiňován Ondřej z Uhřic. V Deskách dvorských Království českého byly Uhřice uvedeny v roce 1409, kdy už stála tamější tvrz, jejíž majitelé se často střídali. Dědictvím ji získali páni z Čechtic, kteří se pak psali i „sezením na Uhřicích“. V první polovině 16. století byly Uhřice připojeny k Prčici a staly se pak majetkem Vrchotických z Loutkova. V roce 1646 Uhřice získali Radečtí z Radče. Není známo, zda byla tvrz přestavěna na větší sídlo už předtím, ale za Radeckých měla původní budova i další křídla, čímž vznikl objekt kolem čtvercového nádvoří. Od té doby byla tvrz nazývána zámkem. V roce 1726 koupil Uhřice Jan Vít Malovec z Malovic. V roce 1835 se stal majitelem Václav Hynek rytíř z Eisensteinů, jehož rodině patřil dvůr do roku 1901.
V roce 1855 ale objekt vyhořel a postupně chátral. V letech 1902–1942 tu ještě hospodařila rodina Herrmannových, po druhé světové válce Státní statek Prčice a roku 1957 získalo statek Jednotné zemědělské družstvo Uhřice. Zbylá část objektu byla ještě sedmdesátých letech 20. století užívána k bydlení.
Hlavním pozůstatkem tvrze je bývalé východní křídlo, tvořené na severním konci hlavní budovou, na kterou na jihu navazuje chlév a stodola. Západní stranu dvora tvořilo původně křídlo se sýpkou a lihovarem. Severně od areálu býval park s rybníkem, který napájí potok tekoucí podél východního křídla.
Hlavní obytná budova tvrze je patrová, s klenutým přízemím, v němž nejméně jedna valená klenba je renesanční. Sedlová střecha má tzv. Ránkův krov. Pod klasicistní fasádou se na severním a východním průčelí dochovaly zbytky barokních fasád. Na východním průčelí jsou nad potokem dochovány opěrné pilíře a část starší fasády s psaníčkovým sgrafitem.
V jihozápadním rohu areálu bývala barokní patrová sýpka, jejíž památková ochrana byla v roce 2016 zrušena a sýpka byla stržena.

## Galerie

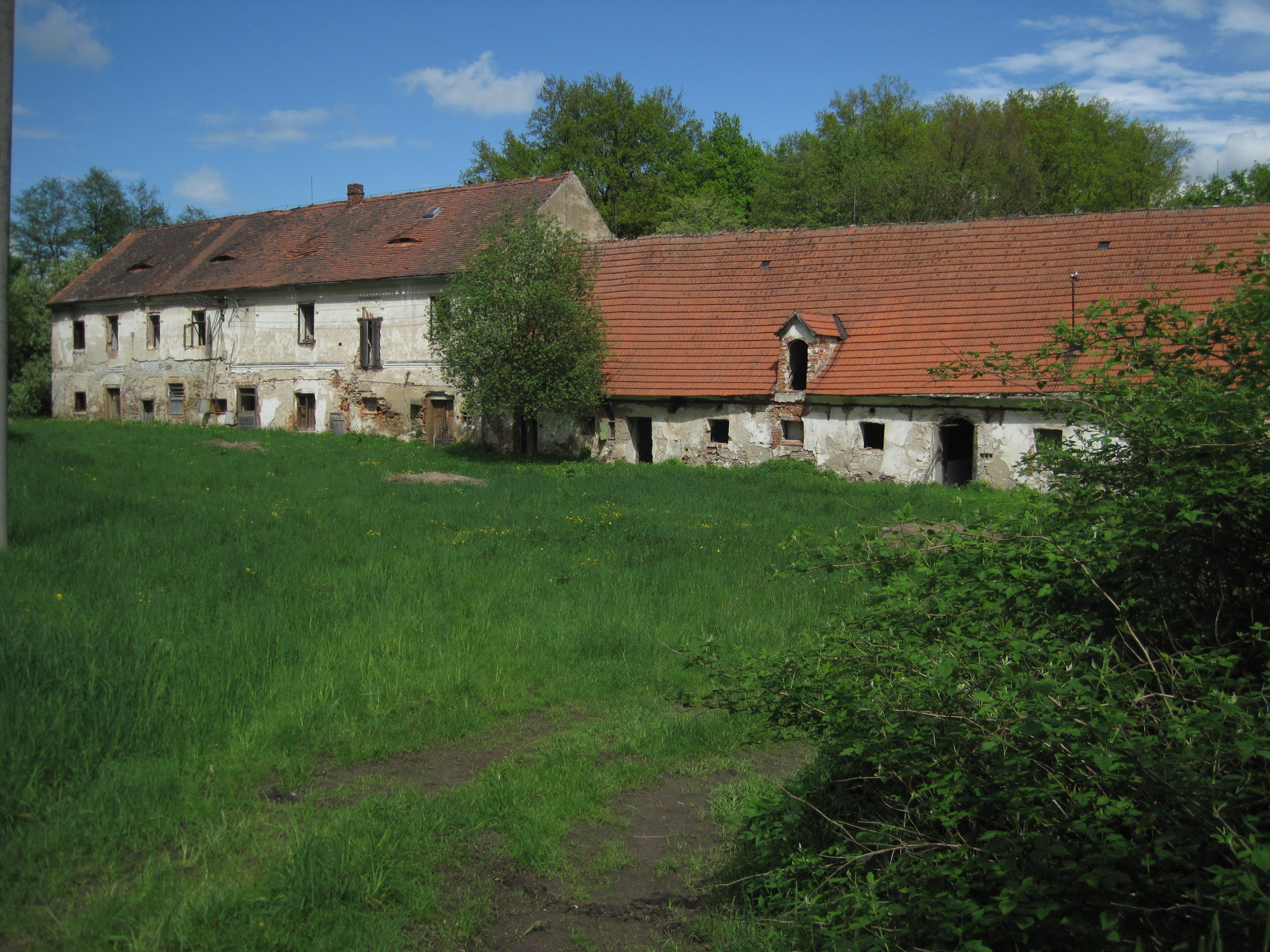
Východní křídlo, pohled přes bývalý dvůr
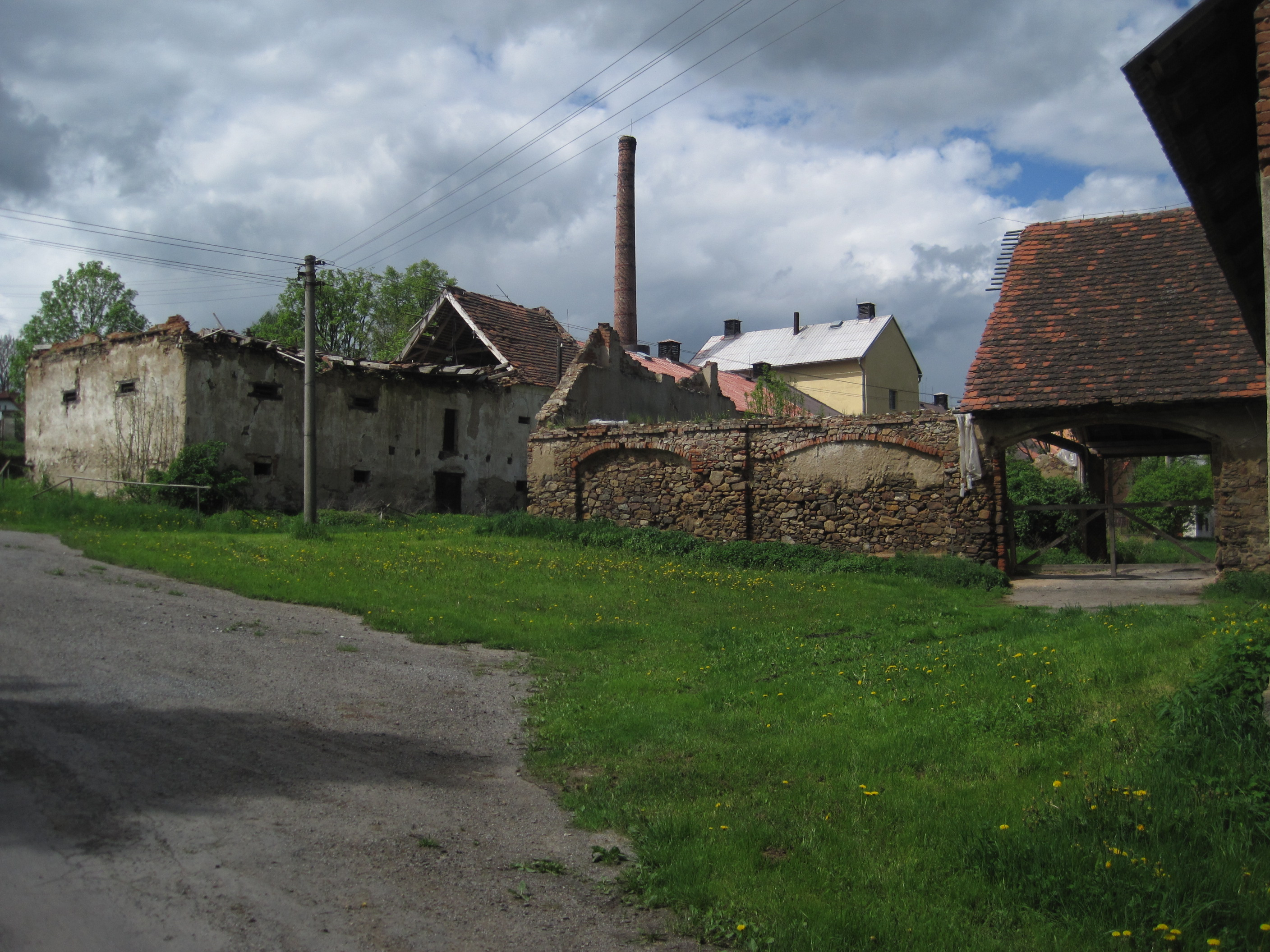
Pozůstatky západního a jižního křídla
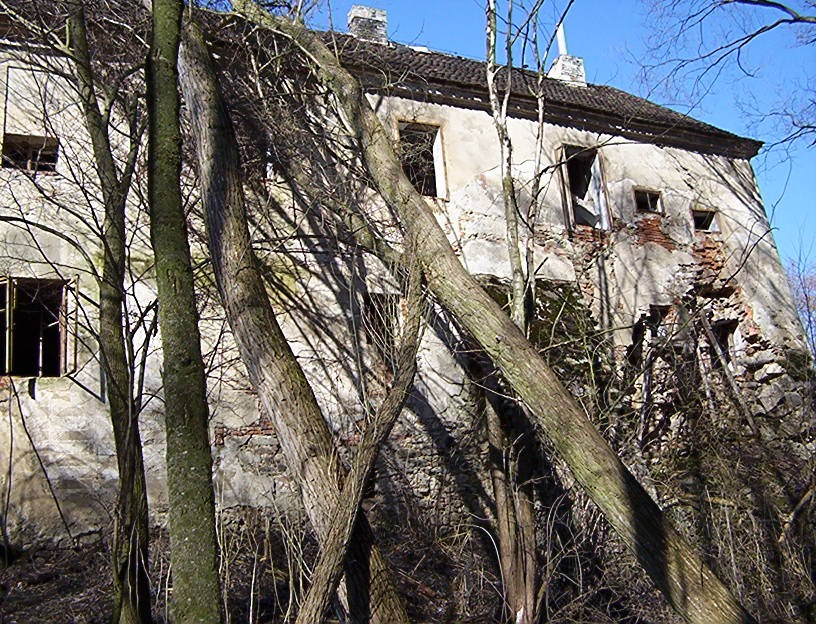
Nedobrý stav bývalého obytného (východního) křídla
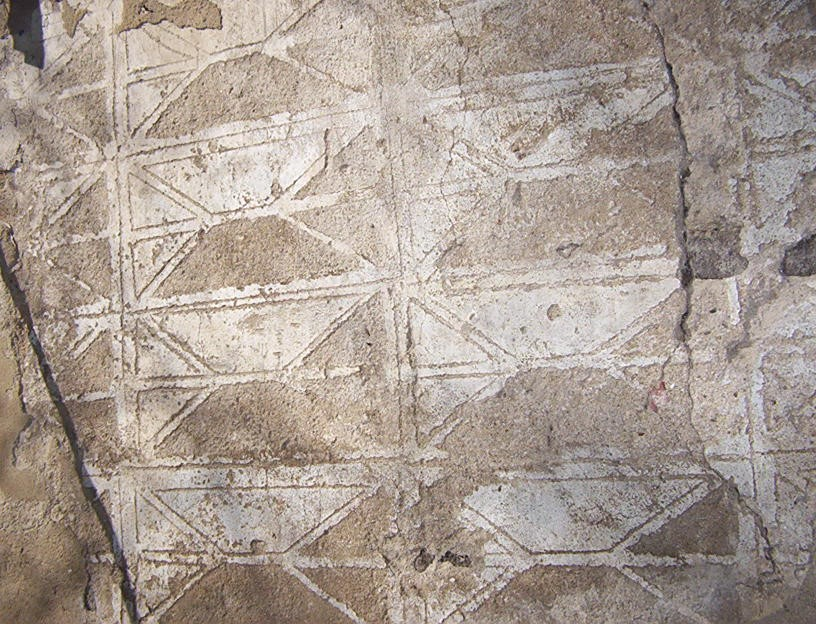
Zbytky sgrafita